# Campeonato do Mundo de Clubes de Hóquei em Patins de 2006
O Campeonato do Mundo de Clubes de Hóquei em Patins é uma competição internacional de hóquei em patins organizada pela FIRS em que se enfrentam os melhores clubes de hóquei em patins do mundo. Esta edição foi realizada em Luanda, Angola. 

## Fase final
| Team          | Pts | Jg | V | E | D | GM | GS | GD |
| ------------- | --- | -- | - | - | - | -- | -- | -- |
| 1. Bassano    | 9   | 3  | 3 | 0 | 0 | 10 | 6  | 4  |
| 2. Reus       | 6   | 3  | 2 | 0 | 1 | 11 | 4  | 7  |
| 3. SL Benfica | 1   | 3  | 0 | 1 | 2 | 4  | 7  | -3 |
| 4. FC Porto   | 1   | 3  | 0 | 1 | 2 | 3  | 11 | -8 |

| Dia         | Hora  |         | Resultado | Resultado |         | Report |
| ----------- | ----- | ------- | --------- | --------- | ------- | ------ |
| 28 Setembro | 20:00 | Bassano | 4         | 2         | Porto   |        |
| 28 Setembro | 21:30 | Benfica | 1         | 3         | Reus    |        |
| 29 Setembro | 20:00 | Porto   | 1         | 1         | Benfica |        |
| 29 Setembro | 21:30 | Reus    | 2         | 3         | Bassano |        |
| 30 Setembro | 18:00 | Bassano | 3         | 2         | Benfica |        |
| 30 Setembro | 19:30 | Porto   | 0         | 6         | Reus    |        |

## Classificação final
| Team            | Pts | Jg | V | E | D | GM | GS | GD  |
| --------------- | --- | -- | - | - | - | -- | -- | --- |
| 1. Bassano      | 13  | 5  | 4 | 1 | 0 | 31 | 9  | 22  |
| 2. Reus         | 12  | 5  | 4 | 0 | 1 | 25 | 7  | 18  |
| 3. SL Benfica   | 7   | 5  | 2 | 1 | 2 | 15 | 8  | 7   |
| 4. FC Porto     | 7   | 5  | 2 | 1 | 2 | 15 | 14 | 1   |
| 5. Olimpia      | 12  | 5  | 4 | 0 | 1 | 18 | 14 | 4   |
| 6. Lodi         | 7   | 5  | 2 | 1 | 2 | 14 | 13 | 1   |
| 7. Concepcion   | 9   | 5  | 2 | 3 | 0 | 30 | 11 | 19  |
| 8. Estudantil   | 1   | 5  | 0 | 1 | 4 | 10 | 25 | -15 |
| 9. Petro        | 8   | 5  | 2 | 2 | 1 | 13 | 7  | 6   |
| 10. J. de Viana | 4   | 5  | 1 | 1 | 3 | 11 | 17 | -6  |
| 11. Sertãozinho | 4   | 5  | 1 | 1 | 3 | 13 | 26 | -13 |
| 12. Maputo      | 0   | 5  | 0 | 0 | 5 | 15 | 49 | -34 |